# Strasburger Seenplatte
Die Strasburger Seenplatte (polnisch Pojezierze Brodnickie; 315.12 – laut der Geomorphologischen Einteilung Polens) ist eine physisch-geographische Mesoregion (Seenplatte) in dem nördlich-östlichen Teil der polnischen Woiwodschaft Kujawien-Pommern. Sie erstreckt sich in dem Weichsel-Becken und im Einzugsgebiet ihrer rechten Nebenflüssen: Skrwa, Drwęca und Osa. Die hydrografische Achse des Gebiets ist Drwęca – der längste rechte Nebenfluss der unteren Weichsel. Brodnica ist die größte Stadt in der Region. Hinsichtlich der administrativen Untergliederung Polens grenzt die Bordnickie Seenplatte im Norden und Osten an den Powiaten Nowomiejski und Działdowski (Woiwodschaft Ermland-Masuren), im Südosten an den Powiat Żuromiński (Woiwodschaft Masowien), im Süden an den Powiat Rypiński, im Südwesten an den Powiat Golubsko-Dobrzyński, im Westen an den Powiat Wąbrzeski und im Nordwesten an den Powiat Grudziądzki.

## Tourismus
Auf dem Gebiet der Strasburger Seenplatte befinden sich über hundert Seen mit einer Fläche von über 1 ha. Hier dominieren Rinnenseen, von denen viele durch Wasserläufe miteinander verbunden sind. Wielkie Partęczyny ist der größte Wasserspeicher mit einer Fläche von 324 ha. Die Region ist touristisch relativ schlecht entwickelt.
Die Seenplatte ist für Segler aufgrund der relativ kleinen Fläche der Seen und der umliegenden Hügel sowie der mit hohen Wäldern bedeckten Uferlinie (kein Wind) ungünstig. Auf vielen Seen ist die Verwendung von Verbrennungsmotoren verboten. Die Seen werden durch die Flüsse Skarlanka (aufgestauter Fluss) und Drwęca verbunden, was die Region für Kajaks attraktiv macht.
Auf dem Gelände der Brodnickie-Seenplatte befindet sich der Landschaftsschutzpark Brodnicki mit Hauptsitz in Grzmięca. Im Park stehen zahlreiche Wander-, Fahrrad-, Wasserwege sowie Reiten zur Verfügung.
Im Landschaftsschutzpark gibt es auch Denkmäler der materiellen Kultur. Darunter befinden sich die Überreste frühmittelalterlicher Burgwälle (Umgebung von dem Strażym-See), sakrale Gebäude, Bauten traditioneller ländlicher Bauweise aus dem 18. und 19. Jahrhundert sowie die Palast- und Hofkomplexe von Jabłonowo Pomorskie.

### Touristischer Verband der Brodnickie-Seenplatte
Der Touristische Verband der Brodnickie-Seenplatte ist ein gemeinnütziger Verein der ländlichen Gemeinschaft und der Personen, die Dienstleistungen für die Entwicklung ländlicher Gebiete und der Landwirtschaft erbringen.

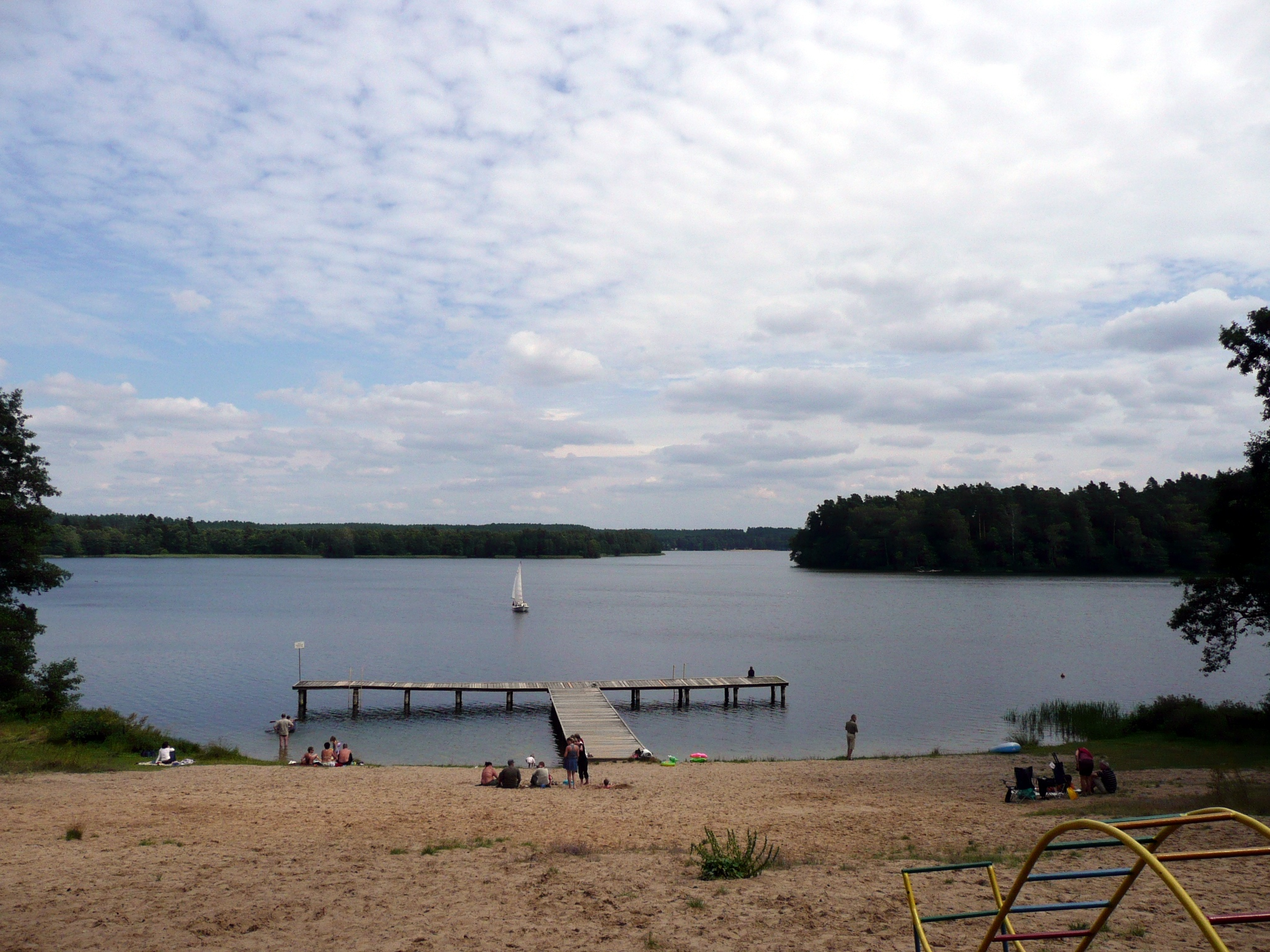
Wielkie Partęczyny-See
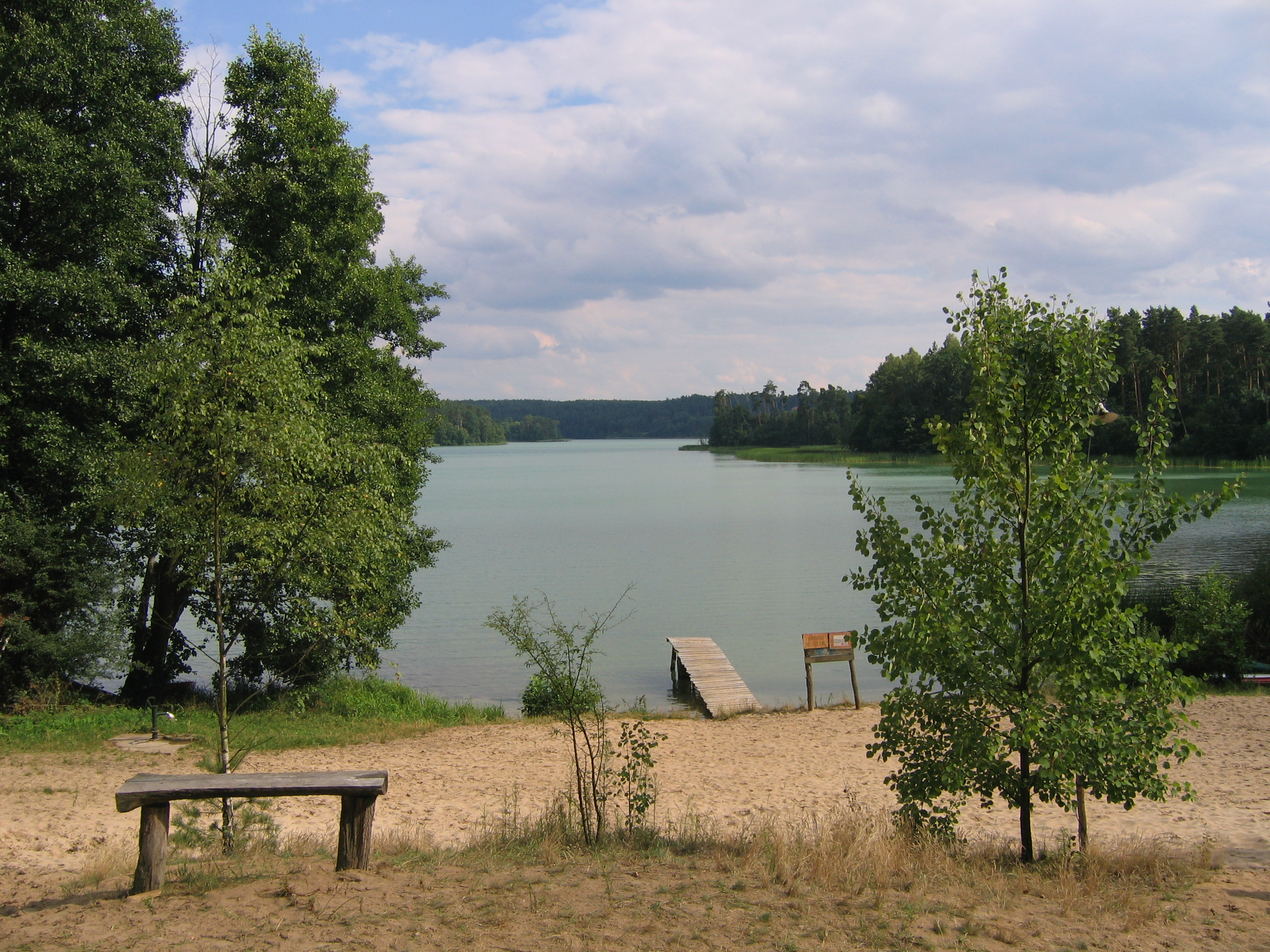
Zbiczno-See
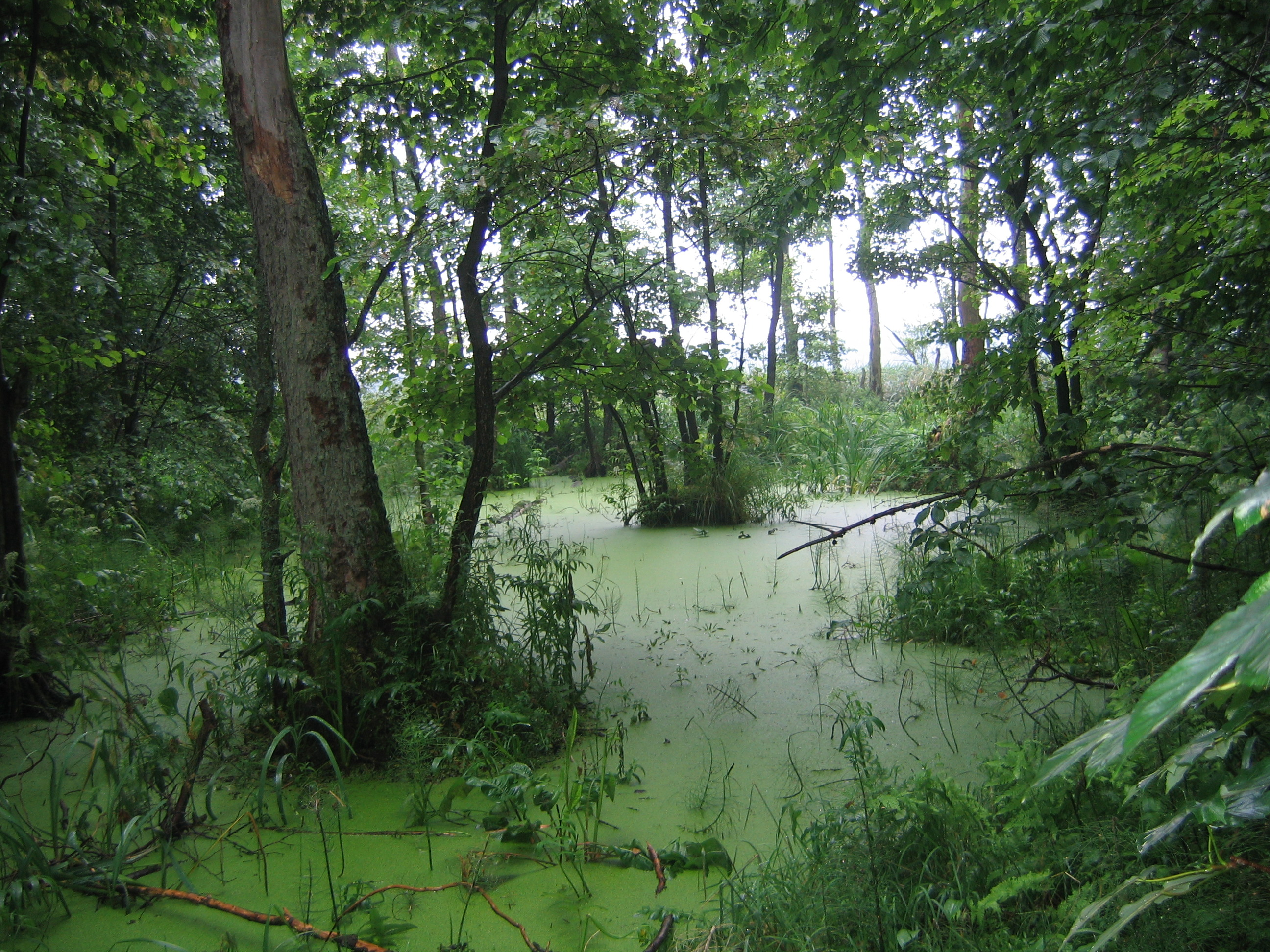
Zbiczno-See
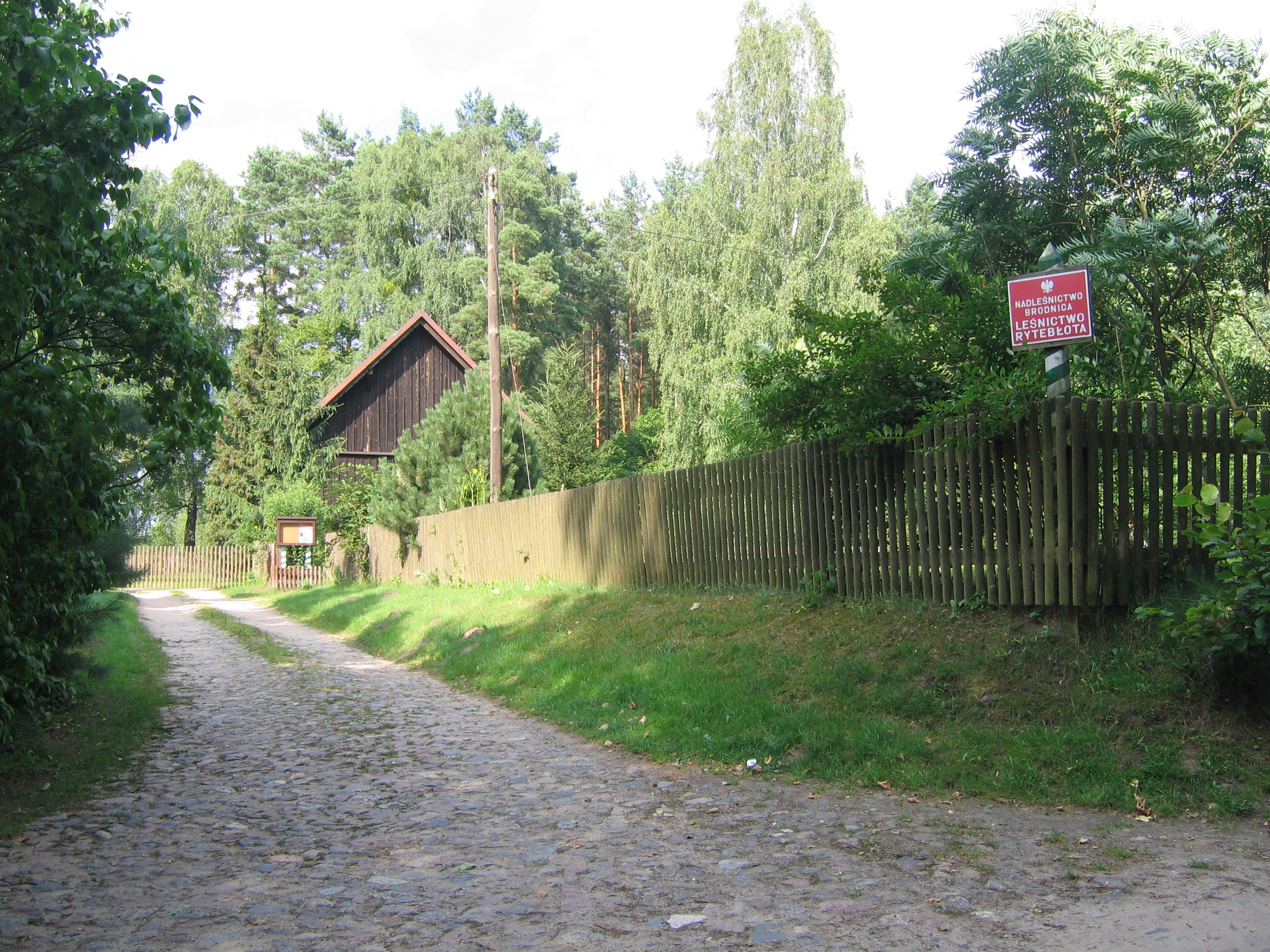
Zbiczno-See
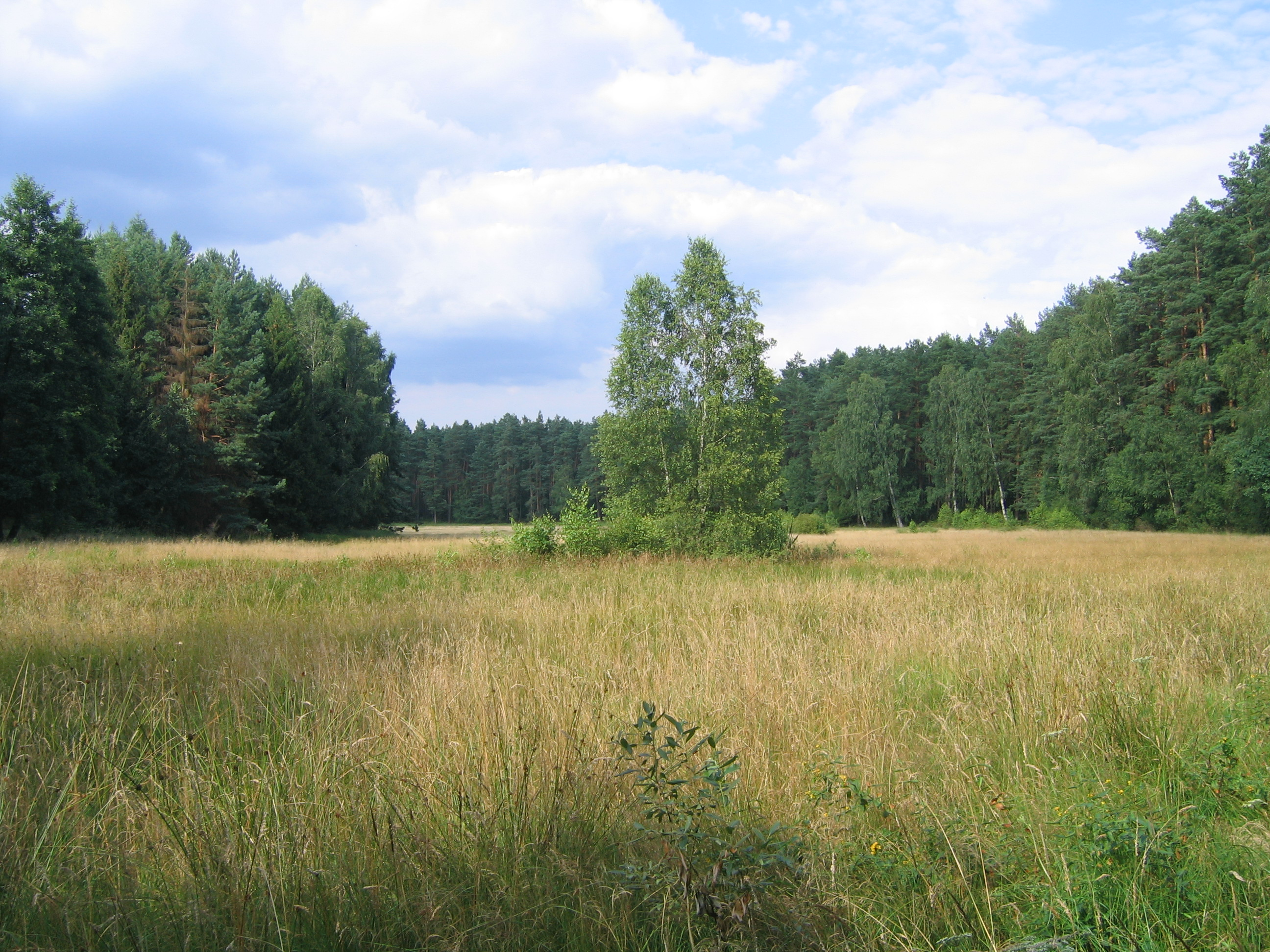
Landschaftsschutzpark Brodnicki in der Umgebung von Zbiczno-See und der Ortschaft Rytebłota